# Jurošovský vrch
Jurošovský vrch (627 m n. m. ) je vrchol ve východní části Turzovské vrchoviny, v podcelku Predné vrchy.

## Polohopis
Nachází se přibližně 2 km severozápadně od centra města Čadca nad městskou částí Podzávoz. Leží na jihovýchodním okraji Predných vrchů a zároveň tvoří východní hranici Turzovské vrchoviny (na východ navazují Kysucké Beskydy).
Jurošovský vrch je součástí horského masivu s nejvyšším vrcholem Grúň (630 m n. m.), který leží asi 1 km západně. Ze severně orientovaných svahů odvádějí vodu horské potoky do Milošovského potoka a odtud do Čierňanky, z jižních svahů voda putuje do řeky Kysuca.

## Přístup
Přes oblast Jurošovského vrchu nevede značený turistický chodník. Nejlehčí přístup na vrchol je po lesní cestě z osady u Juroši. Další možné přístupy jsou po lesních cestách z Podzávozu, Milošové a Rakové.

## Vysílače
Na vrcholu se nachází rozhlasový vysílač patřící společnosti Expres Net, který slouží k pokrytí okresu Čadca (převážně pro komerční vysílání, které se nevysílá z Krížavy).
| frekvence </br> [MHz] | program           | regionální verze | ERP    | polarizace |
| --------------------- | ----------------- | ---------------- | ------ | ---------- |
| 91,8                  | Rádio FM          |                  | 0,5 kW | vertikální |
| 98,1                  | Rádio Anténa Rock |                  | 0,2 kW | vertikální |
| 99,6                  | rádio Vlna        | Střed            | 0,7 kW | vertikální |
| 107,5                 | rádio Expres      | Žilina           | 0,4 kW | vertikální |

Na jižním svahu, v lokalitě Břehy, se nachází další menší vysílač, který patří Rádiu Frontinus.
| frekvence </br> [MHz] | program         | ERP  | polarizace   |
| --------------------- | --------------- | ---- | ------------ |
| 96,1                  | rádio Frontinus | 1 kW | horizontální |